# Mark Fridrichowitsch Ermler
Mark Ermler (russisch Марк Фридрихович Эрмлер, wiss. Transliteration Mark Fridrichovič Ėrmler; * 5. Mai 1932 in Leningrad; † 14. April 2002 in Seoul) war ein russischer Dirigent.

## Leben
Mark Ermler wuchs in Leningrad auf. Seine Mutter war die Szenenbildnerin Vera Bakun, und sein Vater, der Filmregisseur Friedrich Ermler, vollendete 1932, im Geburtsjahr des Sohnes Mark, gerade den Film Counterplan (Встречный), zu dem Dmitri Schostakowitsch die Musik geschrieben hatte. Mark Ermler, inspiriert durch die Konzerte des Orchesterleiters Jewgeni Mrawinski, strebte eine Dirigentenlaufbahn an. Von 1950 bis zum Abschluss 1956 studierte er am Leningrader Konservatorium bei Nikolai Semjonowitsch Rabinowitsch (1908–1972) sowie Dirigieren bei Boris Chaikin. Sein Debüt als Dirigent feierte er bereits als Student 1952 mit den Leningrader Philharmonikern, seine erste Oper leitete er 1953 mit Mozarts Die Entführung aus dem Serail. 1955 wurde er Ensemblemitglied am Bolschoi-Theater in Moskau und stand dort erstmals 1957 bei Cavalleria rusticana am Dirigentenpult. 1960 leitete er dort die erste öffentliche und szenische Aufführung von Sergei Prokofjews Oper Die Geschichte vom wahren Menschen. 1964 dirigierte er mit Igor Strawinskys Feuervogel und Petruschka seine ersten Ballette.
Als ständiger Dirigent am Bolschoi-Theater leitete Ermler Opern- und Ballettaufnahmen und unternahm mit dem Ensemble Tourneen durch ganz Europa, Nordamerika und Japan. So debütierte er 1974 in Großbritannien, als das Bolschoi-Ballett im London Coliseum auftrat. Gleichzeitig wurde Ermler zunehmend als Gastdirigent engagiert. 1978 verpflichtete ihn erstmals die Wiener Staatsoper, wo er Boris Godunow und Don Carlos dirigierte. An der Welsh National Opera gab Ermler 1980 seinen Einstand mit Eugen Onegin. 1986 debütierte er mit Carmen am Londoner Royal Opera House Covent Garden – dort war er bis 1995 als ständiger Gastdirigent tätig und spielte mit dem Orchester in dieser Zeit alle Tschaikowski-Ballette auf Tonträger ein. Es folgten Gastdirigate u. a. am Teatro Colón in Buenos Aires, an der Bayerischen Staatsoper in München, an der Seattle Opera, der Königlichen Oper in Stockholm, der Opéra Bastille in Paris, am Gran Teatre del Liceu in Barcelona sowie in Kanada, Schottland, Österreich, Italien und Israel.
Ermler galt „als einer der letzten Repräsentanten der alten russischen Schule“. In seiner jahrzehntelangen Tätigkeit als Dirigent am Bolschoi-Theater, die er bis 1989 ausübte, leitete Ermler über 2000 Opern- und Ballett-Aufführungen und erarbeitete ein Repertoire von mehr als 50 Opern. Seine Diskographie mit Aufnahmen etwa bei Melodija und EMI umfasst u. a. rund 20 Operneinspielungen. Außerdem wirkte Ermler mit dem Russischen Staatlichen Sinfonie-Kino-Orchester im Zeitraum von 1956 bis 1996 als Dirigent an mehr als 30 Filmen mit.
Von 1996 bis 1998 war er Chefdirigent des Moskauer Philharmonischen Orchesters. 1998 kehrte er ans Bolschoi-Theater zurück und wirkte dort bis 2000 als Musikdirektor und Chefdirigent. Zudem lehrte er am Moskauer Konservatorium. Im Jahr 2000 wurde er Chefdirigent des Seoul Philharmonic Orchestra in Südkorea. Nach einer Orchesterprobe verstarb er dort am 14. April 2002. Sein Grabmal befindet sich auf dem Wagankowoer Friedhof in Moskau.

## Auszeichnungen
- 1966: Verdienter Künstler der RSFSR[8]
- 1978: Glinka-Staatspreis[9]
- 1980: Volkskünstler der RSFSR[9]
- 2001: Verdienstorden für das Vaterland[8]

## Anmerkung
1. ↑  Die russischen Quellen sowie LCCN und BNF geben als Sterbedatum den 14. April 2002 an, vereinzelt findet sich auch der 13. April, New Grove und MGG nennen den 12. April.